# Westerwede
Westerwede ist ein Dorf im Ortsteil Worphausen der Gemeinde Lilienthal im Landkreis Osterholz in Niedersachsen.

## Geographie
Der Ort liegt zwei Kilometer südlich von Worpswede, sieben Kilometer nördlich von Lilienthal und acht Kilometer südöstlich von Osterholz-Scharmbeck. Nordwestlich grenzt die Semkenfahrt.

## Geschichte
Westerwede wurde 1764 im Zuge der Moorkolonisierung gegründet. Im Jahr 1789 wird angegeben, dass die Zahl der Haushalte bei 16 liege, die sich auf 15 Häuser und eine Hütte aufteilten. Der Ort hatte zu der Zeit 89 Einwohner, darunter 53 Kinder.
Im Jahr 1929 wurden die drei Dörfer Lüninghausen, Lüningsee und Westerwede unter dem Namen Westerwede zusammengelegt.
Seit 1937 gehört Westerwede zu Worphausen, das seit 1974 ein Ortsteil von Lilienthal ist.